# 피도 눈물도 없다
"피도 눈물도 없다"는 1969년 공개된 대한민국의 영화이다.

## 배역
- 이순재
- 문희
- 김진규
- 사미자
- 전양자